# Wishbones
Wishbones es el octavo disco de David Knopfler editado y grabado en el 2001.

## Canciones
1. A Clear Day (St Swithun's Day)
2. King of Ashes
3. Arcadie
4. Means of Survival
5. Jericho
6. Karla Faye
7. The Bones
8. The Snowscape Paperweight Girl
9. If God Could Make The Angels
10. Genius
11. Nothing at all
12. May You Never
13. Shadowlands

## Músicos
- Craig Blundell :Batería (Pista 9)
- Harry Bogdanovs :Guitarra, Bajo, Banjo, Mandolina, Piano Eléctrico
- Backing Vocals :Órgano
- Margo Buchanan :Guitarra
- Alan Clark :Pedal steel guitar (Pista 12)
- Pascal Danae :Batería
- Melvin Duffy :Coros
- Geoff Dugmore : Órgano (Pista 4)
- Lance Ellington :Bajo
- Graham Henderson :---
- Hutch Hutchinson :---
- David Knopfler :Voz, Guitarra, Mandolina, Piano, Vibrofono
- Jaz Lochrie :Bajo (Pista 4)
- Tomás Lynch : Percusiones
- Tom McFarland :Guitarra
- Phil Palmer :Guitarra (Pista 12)
- Chris Rea : Voces (Pista 12)
- Eddi Reader :Percusiones (Pista 12)
- Franck Rouleau :Bajo
- Pete Shaw :Coros
- Miriam Stockley :Coros
- Ricci P Washington :Saxofón
- Chris White :
- Y la Orquesta Filarmónica de Inglaterra

## Productores
- Harry Bogdanovs(Tracks 2-7,9-11,14)
- Chris Kimsey(Tracks 1,8,12,13)
- David Knopfler

- Datos: Q4020511